# Shūichi Hasegawa
Shūichi Hasegawa (jap. 長谷川 修一, Hasegawa Shūichi; * Oktober 1971 in der Präfektur Saitama) ist ein japanischer Alttestamentler.

## Leben
Er erwarb mit der Bachelorarbeit „Der Ursprung des architektonischen Stils des Solomon-Tempels“ (japanisch; 1993–1997) an der Abteilung für Geschichte der Rikkyō-Universität den BA (Literatur), an der Abteilung für Geschichte und Anthropologie der Universität Tsukuba mit der Masterarbeit „Israel und Aram-Damaskus“ (Japanisch) (1997–2000) den MA (Literatur) und an der Abteilung der jüdischen Geschichte der Universität Tel Aviv mit der Dissertation Aram and Israel during the Jehuite Dynasty (englisch; 2000–2011) den Doktortitel. Er lehrte als Assistenzprofessor für hebräische Bibel und den antiken Nahen Osten an der Fakultät für Geisteswissenschaften der Universität Iwate (2012–2014) und seit 2014 als Assistenzprofessor für hebräische Bibel und den antiken Nahen Osten an der Abteilung für Christliche Studien der Rikkyō-Universität.
Von April 2016 bis März 2017 war er Gastwissenschaftler am Lehrstuhl Karen Radners mit dem Projekt einer Empirical Historical Study of the Last Days of the Northern Kingdom of Israel.

## Schriften (Auswahl)
- 旧約聖書の世界と時代: ヴィジュアルBOOK. 日本基督教団出版局 2011, ISBN 978-4-8184-0791-6.
- Aram and Israel during the Jehuite Dynasty (= Zeitschrift für die alttestamentliche Wissenschaft. Band 434). De Gruyter, Berlin u. a. 2012, ISBN 3-11-028335-2 (zugleich Dissertation, Tel Aviv 2010).
- 聖書考古学 遺跡が語る史実 (= Chūkō shinsho. Band 2205). Chūōkōron Shinsha, Tokio 2013, ISBN 978-4-12-102205-9.
- 旧約聖書の謎 隠されたメッセージ (= Chūkō shinsho. Band 2261). Chūōkōron Shinsha, Tokio 2014, ISBN 978-4-12-102261-5.